# Нагаи (стадион)
«Нагаи» (яп. 大阪市 長居陸上競技場) — стадион в городе Осака (Япония) был построен в 1964 году и вмещал 23 000 зрителей. В 1996 году произведена реконструкция после которой количество мест увеличилось до 50 000. Является домашней ареной футбольного клуба Сересо Осака. В 2002 году стадион принимал 2 матча группового этапа Чемпионата мира по футболу и один четвертьфинал, в 2007 году стадион был отремонтирован и стал основной ареной Чемпионата мира по легкой атлетике.

## Чемпионат мира 2002
Стадион «Нагаи» принял три матча чемпионата мира по футболу 2002 года.
Групповой раунд:
- 12 июня: Нигерия 0 — 0 Англия
- 14 июня: Тунис 0 — 2 Япония

Четвертьфинал:
- 22 июня: Сенегал 0 — 1 Турция (после доп. времени)

## Летние Олимпийские игры 1964
- Футбол на летних Олимпийских играх 1964